# Marie-Christine Adam
Marie-Christine Adam (24 de setembro de 1950) é uma atriz francesa.